# San Lorenzo (Chihuahua)
San Lorenzo es una población del estado mexicano de Chihuahua, localizado en el centro del mismo. Es cabecera del municipio de Dr. Belisario Domínguez.

## Historia
El origen la población que el día de hoy es San Lorenzo estuvo en una ranchería de indígenas tarahumaras que recibía el nombre de Teteaqui o Teteachiqui. El 13 de mayo de 1641 el capitán español Juan de Barraza acompañado por los misioneros jesuitas Nicolás Zepeda, José Pascual y Virgilio Máez congregó a los tarahumaras conversos de la zona estableciendo una misión a la que se denominó San Lorenzo:

“Después de haber despachado desde (San Felipe) varios propios y correos de los mismos indios tarahumares a avisar a los tarahumares cristianos y gentiles para que se juntasen antes de la Ascensión del Señor, que fue en la menguante de mayo, que es como el tiempo: Años, meses, semanas, días y horas por que se rigen estos indios salvajes, [es decir de acuerdo a las fases de la luna] En el pueblo al que se le puso San Lorenzo, que ellos llaman Teteachiqui, a donde llegó dicho general en compañía del padre rector [Cepeda] y el padre José Pascual el 23 de mayo; escogiendo este puesto y señalando a los que fueron a llamar a los capitanes y mandones de todos aquellos puestos y lugares (de la Sierra) para que allí concurriesen, por ser más en medio de todos los tarahumares que son muchos[...] Salieron dicho día 23 de mayo a recibir a dicho general, cristianos y gentiles en número de más de 20, todos con paz y sosiego y muestras de alegría”.
Juan de Barraza

San Lorenzo fue inicialmente una misión dependiente de otras cercanas, como San Isabel, Santa Cruz de Mayo y finalmente de la de San Francisco Javier de Satevó. Civilmente dependió de la Alcaldía Mayor de Cusihuiriachi y en 1820 de acuerdo con la Constitución de Cádiz eligió por primera vez un ayuntamiento.
El 21 de noviembre de 1844 fue constituida en cabecera del municipio del mismo nombre, carácter con conservó durante casi un siglo, pues el 18 de julio de 1931 fue suprimido como municipio e incorporado al municipio de Santa Isabel, sin embargo un decreto del 19 de marzo de 1932 restituyó el municipio de San Lorenzo y por tanto su carácter de cabecera municipal. El 6 de julio de 1935 la población y su municipio fueron denominados como Dr. Belisario Domínguez en sustitución de San Lorenzo, como parte de la política encabezada por el gobernador de Chihuahua Rodrigo M. Quevedo, tendiente a sustituir toda denominación religiosa de los pueblos del estado. Conservó esta denominación oficial por 60 años, sin embargo nunca adquirió arraigo entre la población, por lo que finalmente un decreto del 18 de noviembre de 1995 le restauró la población su nombre originario de San Lorenzo, conservando el de Dr. Belisario Domínguez para el municipio.

## Localización y demografía
San Lorenzo se encuentra localizado en la zona central del estado de Chihuahua en la región comúnmente denominada como la Meseta y que constituye el extremo septentrional de la Altiplanicie Mexicana. Sus coordenadas geográficas son 28°09′18″N 106°28′37″O / 28.15500, -106.47694 y su altitud es de 1 595 metros sobre el nivel del mar, junto a la población fluye el río San Lorenzo, afluente del río San Pedro y éste a su vez del río Conchos.
La población se encuentra a unos 65 kilómetros al suroeste de la capital del estado, la ciudad de Chihuahua y su principal vía de comunicación es una carretera pavimentada de orden estatal que hacia el norte se une con la Carretera Federal 16 en un punto denominado El Aguaje; esta carretera la une al norte con San Nicolás de Carretas y al sur con San Francisco de Borja y Nonoava, además de puntos turísticos como el cañón de Namúrachi y pequeñas poblaciones cercanas como Santa María de Cuevas y Tutuaca.
De acuerdo con los resultados del Censo de Población y Vivienda realizado en 2010 por el Instituto Nacional de Estadística y Geografía, la población total de San Lorenzo es de 441 personas, de las que 225 son hombres y 216 son mujeres.